# NGC 2735
NGC 2735 је спирална галаксија у сазвежђу Рак која се налази на NGC листи објеката дубоког неба.
Деклинација објекта је + 25° 56' 5" а ректасцензија 9h 2m 38,5s. Привидна величина (магнитуда) објекта NGC 2735 износи 13,3 а фотографска магнитуда 14,1. Налази се на удаљености од 37,5000 милиона парсека од Сунца. NGC 2735 је још познат и под ознакама UGC 4744, MCG 4-22-2, CGCG 121-3, ARP 287, VV 40, IRAS 08597+2608, PGC 25399.